# Podagrica menetriesi
Podagrica menetriesi es una especie de insecto coleóptero de la familia Chrysomelidae. Fue descrita en 1837 por Faldermann.